# Liste der Naturdenkmale in Halle (Saale)
Die Liste der Naturdenkmale in Halle (Saale) enthält alle Naturdenkmale der Stadt Halle (Saale) und ihrer Ortsteile, welche durch Rechtsverordnung geschützt sind. Naturdenkmäler sind Einzelschöpfungen der Natur, deren Erhaltung wegen ihrer hervorragenden Schönheit, Seltenheit oder Eigenart oder ihrer ökologischen, wissenschaftlichen, geschichtlichen, volks- oder heimatkundlichen Bedeutung im öffentlichen Interesse liegt.
Es wird zwischen Naturdenkmalen, flächenhaften Naturdenkmalen und Flächennaturdenkmalen unterschieden.

## Erklärung
- Reg.Nr.: Registriernummer nach veröffentlichter Liste
- Benennung: Name des Naturdenkmals
- Standort: nennt die Lage des Naturdenkmals im jeweiligen Ort und gegebenenfalls die Koordinaten des Naturdenkmals
- Jahr: gibt das Jahr der Unterschutzstellung an
- Bild: Abbildung des Naturdenkmals

## Naturdenkmale
| Reg.Nr.   | Benennung                                           | Standort                                                                                             | Jahr | Bild                                                             |
| --------- | --------------------------------------------------- | --- | ---- | ---------------------------------------------------------------- |
| ND0001HAL | Stieleiche                                          | Halle (Saale), Park der ehemaligen Papierfabrik Kröllwitz in der verlängerten Talstraße              | 1972 |                                                                  |
| ND0002HAL | Geweihbaum                                          | Halle (Saale), Park der ehemaligen Papierfabrik Kröllwitz in der verlängerten Talstraße              | 1972 |                                                                  |
| ND0003HAL | Sumpfzypresse                                       | Halle (Saale), Park der ehemaligen Papierfabrik Kröllwitz in der verlängerten Talstraße              | 1972 |                                                                  |
| ND0004HAL | Ginkgo                                              | Halle (Saale), Park der ehemaligen Papierfabrik Kröllwitz in der verlängerten Talstraße              | 1973 |                                                                  |
| ND0005HAL | "Lutherlinde" – Winterlinde                         | Halle (Saale), an der Kreuzung Große Brunnenstraße/Triftstraße/Advokatenweg                          | 1972 |                                                                  |
| ND0006HAL | Efeu                                                | Halle (Saale), Hauswand in der Großen Brunnenstraße 63                                               | 1972 |                                                                  |
| ND0007HAL | Sumpfzypresse                                       | Halle (Saale), auf einer großen Wiese zirka 50 Meter nördlich vom Teich auf den Pulverweiden         | 1972 |                                                                  |
| ND0008HAL | Ginkgo                                              | Halle (Saale), Amtsgarten, oberste Terrasse des Rosengartens                                         | 1972 |                                                                  |
| ND0009HAL | Geweihbaum                                          | Halle (Saale). (Botanischer Garten?)                                                                 |      |                                                                  |
| ND0011HAL | Birkenahorn                                         | Halle (Saale), Oberburg der Burg Giebichenstein                                                      | 1983 |                                                                  |
| ND0012HAL | Stieleiche                                          | Halle (Saale), Ca. 50 Meter nordwestlich der Pumpstation am Großen Galgenberg                        | 1983 |                                                                  |
| ND0013HAL | Ahornblättrige Platanen                             | Halle (Saale), Heideallee                                                                            | 1983 | Platanen (Heide-Allee)                                           |
| ND0014HAL | Gletscherschliffe auf d. Unteren Halleschen Porphyr | Halle (Saale), Kuppenbereich des Kleinen Galgenberges am Naturlehrpfad                               | 1975 |                                                                  |
| ND0015HAL | Geologischer Aufschluss                             | Halle (Saale), unter einem Mauerbogen gegenüber dem Grundstück Burgstraße 42                         | 1975 |                                                                  |
| ND0016HAL | Ginkgo                                              | Halle (Saale), Talstraße 34, Villengarten                                                            | 1972 |                                                                  |
| ND0017HAL | Japanische Sicheltannen                             | Halle (Saale), Dölauer Heide in der Abteilung 517, südwestlich des Kolkturmberges                    | 1982 |                                                                  |
| ND0018HAL | Buchsbaum                                           | Halle (Saale), 2 Exemplare im Vorgarten der Händelstraße 32                                          | 1983 |                                                                  |
| ND0019HAL | Japanische Schnurbäume                              | Halle (Saale), 25 Bäume in der Lutherstraße bzw. in der Grünanlage zwischen Bruckner- und Nauestraße | 1983 | weitere Bilder                                                   |
| ND0020HAL | Ahornblättrige Platanen                             | Halle (Saale), Rosa-Luxemburg-Platz                                                                  | 1983 | weitere Bilder                                                   |
| ND0021HAL | Baumhasel                                           | Halle (Saale), Am Kleinen Galgenberg, am Weg parallel zum Landrain                                   | 1983 |                                                                  |
| ND0022HAL | Fossiler Baumstamm und Riesen-Kalzitsphärite        | Halle (Saale), im Vorgarten des Zentralmagazins Naturwissenschaftlicher Sammlungen am Domplatz 4     | 1975 | Fossiler Baumstamm aus den Braunkohleablagerungen des Geiseltals |
| ND0023HAL | Sedimentäre Scholle im Porphyr (Weigelt-Scholle)    | Halle (Saale), im ehemaligen Rhyolith-Steinbruch am Großen Galgenberg am Südende der Fußgängerbrücke | 1975 |                                                                  |
| ND0024HAL | Muschelkalkwand                                     | Halle (Saale), Bruchsee (auch Graebsee)                                                              | 1979 | Muschelkalkwand am Bruchsee                                      |

## Flächenhafte Naturdenkmale
| Reg.Nr.    | Benennung                             | Standort                                       | Jahr | Bild                    |
| ---------- | ------------------------------------- | ---------------------------------------------- | ---- | ----------------------- |
| NDF0001HAL | Weiher und Lehmhügel westlich Seeben  | Halle (Saale) 51° 32′ 6″ N, 11° 57′ 43,2″ O    | 1995 |                         |
| NDF0002HAL | Resttümpel nördlich Kanena            | Halle (Saale) 51° 27′ 45″ N, 12° 2′ 20,4″ O    | 1995 | Resttümpel in Kanena    |
| NDF0003HAL | Lößhohlweg bei Granau                 | Halle (Saale) 51° 29′ 1,7″ N, 11° 52′ 53″ O    | 1995 | weitere Bilder          |
| NDF0004HAL | Saaleuferstreifen nördlich Kröllwitz  | Halle (Saale) 51° 31′ 5,5″ N, 11° 57′ 1,4″ O   | 1995 |                         |
| NDF0005HAL | Streuobsthang südlich Seeben          | Halle (Saale) 51° 31′ 20,6″ N, 11° 58′ 13,1″ O | 1995 | Streuobsthang in Seeben |
| NDF0006HAL | Klausberge                            | Halle (Saale) 51° 30′ 28,8″ N, 11° 57′ 24,8″ O | 1995 | weitere Bilder          |
| NDF0007HAL | Tulpenstandort im Südpark             | Halle (Saale) 51° 28′ 22,4″ N, 11° 55′ 59,2″ O | 1995 |                         |
| NDF0007HAL | Tulpenstandort im Südpark             | Halle (Saale) 51° 28′ 10,6″ N, 11° 55′ 52,3″ O | 1995 |                         |
| NDF0008HAL | Feldgehölz südöstlich des Lindbusches | Halle (Saale) 51° 29′ 8,5″ N, 11° 52′ 29,6″ O  | 1995 |                         |
| NDF0009HAL | Trockenrasen auf dem Ochsenberg       | Halle (Saale) 51° 30′ 37,4″ N, 11° 57′ 4,3″ O  | 1995 | weitere Bilder          |

## Flächennaturdenkmale
| Reg.Nr.    | Benennung                               | Standort                                       | Jahr | Bild                        |
| ---------- | --------------------------------------- | ---------------------------------------------- | ---- | --------------------------- |
| FND0001HAL | Kleine Lunzberge                        | Halle (Saale) 51° 31′ 39,7″ N, 11° 53′ 24,7″ O | 1972 | Die östlichen Lunzberge     |
| FND0002HAL | Waldohreulenschlafplatz Dölauer Heide   | Halle (Saale) 51° 30′ 2,2″ N, 11° 52′ 17,4″ O  | 1975 |                             |
| FND0003HAL | Diptamstandort Dölauer Heide            | Halle (Saale) 51° 29′ 55″ N, 11° 54′ 3,2″ O    | 1982 |                             |
| FND0004HAL | Muschelkalkwand am Bruchsee             | Halle (Saale) 51° 28′ 59,2″ N, 11° 54′ 59,8″ O | 1979 | Muschelkalkwand am Bruchsee |
| FND0005HAL | Kleiner Angersdorfer Teich              | Halle (Saale) 51° 28′ 2,6″ N, 11° 54′ 38,5″ O  | 1979 | Kleiner Angersdorfer Teich  |
| FND0006HAL | Sedimentäre Scholle am Galgenberg       | Halle (Saale) 51° 30′ 25,6″ N, 11° 58′ 16,8″ O | 1975 |                             |
| FND0007HAL | Teich am Granauer Berg (Friedhofsteich) | Halle (Saale) 51° 28′ 35,4″ N, 11° 52′ 31,1″ O | 1979 | weitere Bilder              |
| FND0008HAL | Teich bei Seeben                        | Halle (Saale) 51° 31′ 36,5″ N, 11° 58′ 7,7″ O  | 1983 | weitere Bilder              |